# سيفيل أتاسوي
سيفيل غوك أتاسوي (بالتركية: Sevil Atasoy)‏(م.1949 ,أسطنبول), وهي عضو في هيئة التدريس في معهد الطب الشرعي في جامعة إسطنبول. ابنة البروفسور شمسي غوك، والدكتورة فريدة غوك.
أنهت دراستها الثانوية في المدرسة الثانوية الألمانية. حصلت على شهادة الدكتوراة من جامعة أسطنبول من كلية الكيمياء في العلوم الطبية، أصبحت متخصصة في علم الكيمياء العضوية. حصلت على جائزة «أفضل عالم» لأنجازاتها الكبيرة في تطوير معاهد الطب الشرعي وتكوين بنوك للحمض النووي الذي أسهم بشكل كبير في محاربة الجريمة. في عام 2005-2010 كانت عضو اللجنة الأمم المتحدة المسؤولة عن التقديرات وأساليب المخدرات. في عام 2010 أصبحت رئيسة القسم الدولي الخاص بالتحكم في المخدرات ومحاربتها. في عام 1980-1993 تولت رئاسة مجلس دائرة الطب الشرعي المتخصص في التحليل الكيميائي التابعة لوزارة العدل. في عام 1988-2005 أصيحت عضو في الهيئة التدريسية في معهد الطب الشرعي في جامعة أسطنبول، وفي كلية الطب في جامعة جراح باشا.
تتحدث أتاسوي الإنكليزية والألمانية والفرنسية. قامت بنشر ملحقها في صحيفة الحرية بعنوان «دليل الصياد» والتي كانت تتحدث عن قصة جريمة حقيقية أوضحتها في البرنامج الصحفي الذي يسمى بالملك وحصلت بفضل هذا الملحق على جائزة أسماعيل جيم. تمارس الآن مهمة التمثيل في المسلسل البوليسي «الدليل». عملت لفترة أتاسوي كمستشارة في مرطز الطب الجنائي العالمي. حاليا تمارس مهامها كمساعدة لرئيس جامعة أسكدار.

## مؤلفاتها
- المتاهة، العالم الغامض في علم الطب الشرعي، أكتوبر 2006
- البصمة يا دكتور واتسون! قصة حقيقية الجريمة وعلوم الطب الشرعي، نوفمبر 2007
- رحلة الظلام، قصص الجريمة حقيقية، يناير 2010
- لا يوجد قتل مثالي، 2012
- فوق الأرض شياطين وتحت الأرض ملائكة، يناير 2013

## وصلات خارجية
- Hürriyet Gazetesi, Sevil Atasoy yazıları
- Sevil Atasoy görselleri
- Sevil Atasoy, kişisel sitesi